# 内倉信吾
内倉 信吾（うちくら しんご、1944年5月5日 - ）は、日本の政治家。宮崎県高千穂町長（3期）。

## 概要
宮崎県西臼杵郡高千穂町生まれ。宮崎県立高千穂高等学校卒業。1962年高千穂町役場に奉職、税務課長・財政課長・収入役などを歴任。
2007年1月、特別職報酬の引き下げ、農林業の振興、少子化対策として産科通院費の助成などを公約に掲げ、町長に初当選。
2020年、旭日双光章受章。